# Chongkan
Chongkan (kinesiska: 崇龛) är en köping i sydvästra Kina. Den ligger i stadsdistriktet Tongnan i storstadsområdet Chongqing, omkring 110 kilometer nordväst om det centrala stadsdistriktet Yuzhong. Antalet invånare är 27 745. Befolkningen består av 13 695 kvinnor och 14 050 män. Barn under 15 år utgör 20,0 %, vuxna 15-64 år 64 %, och äldre över 65 år 15,0 %.